# Sebevraždy v Rumunsku

Sebevraždy na 100 tisíc obyvatel (2011)

Sebevraždy v Rumunsku jsou společenským a zdravotním problémem.
Ročně spáchá sebevraždu zhruba 2 500—3 500 Rumunů. Z toho 72,5 % dokonaných pokusů o sebevraždu proběhne oběšením. Ostatní metody (otrava, skok z výšky, utonutí, atd.) volí méně než 10 % sebevrahů.
Od roku 2000 míra sebevražd v zemi neustále klesá. Podle Světové banky se úmrtnost snížila z 13,2 sebevražd na 100 000 obyvatel v roce 2000 na 10,4 sebevražd na 100 000 obyvatel v roce 2016. Výzkum provedený Světovou zdravotnickou organizací (WHO) zjistil, že Rumunsko se v žebříčku sebevražd podle zemí světa drží na 103. místě, stejně jako Čína.
Míra sebevražd u mužů je v Rumunsku výrazně vyšší než u žen. Úmrtnost u mužů byla 13,9 sebevražd na 100 tisíc obyvatel v roce 2016. Oproti tomu úmrtnost u rumunských žen byla pouhých 2,4 sebevražd na 100 tisíc obyvatel.